# Csehország a 2006. évi téli olimpiai játékokon
Csehország az olaszországi Torinóban megrendezett 2006. évi téli olimpiai játékok egyik részt vevő nemzete volt. Az országot az olimpián 13 sportágban 83 sportoló képviselte, akik összesen 4 érmet szereztek.

## Érmesek
| Érem  | Versenyző | Sportág   | Versenyszám |
| ----- | --- | --------- | ----------- |
| Arany | Kateřina Neumannová | Sífutás   | Női 30 km   |
| Ezüst | Lukáš Bauer | Sífutás   | Férfi 15 km |
| Ezüst | Kateřina Neumannová | Sífutás   | Női 15 km   |
| Bronz | Nemzeti válogatott Dominik Hašek Tomáš Vokoun Milan Hnilička Dušan Salfický František Kaberle Tomáš Kaberle Filip Kuba Pavel Kubina Marek Malík Jaroslav Špaček Marek Židlický Jan Bulis Petr Čajánek Patrik Eliáš Martin Erat Milan Hejduk Aleš Hemský Jaromír Jágr Robert Lang Rostislav Olesz Václav Prospal Martin Ručínský Martin Straka David Výborný | Jégkorong | Férfi       |

## Alpesisí
Férfi
| Versenyző      | Versenyszám            | 1. futam      | 1. futam      | 2. futam      | 2. futam      | Összesítés    | Összesítés    |
| Versenyző      | Versenyszám            | Idő           | Hely.         | Idő           | Hely.         | Idő           | Helyezés      |
| -------------- | ---------------------- | ------------- | ------------- | ------------- | ------------- | ------------- | ------------- |
| Ondřej Bank    | Lesiklás               |               |               |               |               | nem ért célba | nem ért célba |
| Ondřej Bank    | Műlesiklás             | nem indult    | nem indult    | kiesett       | kiesett       | kiesett       | kiesett       |
| Ondřej Bank    | Óriás-műlesiklás       | 1:18,45       | 18.           | 1:19,40       | 13.           | 2:37,85       | 16.           |
| Ondřej Bank    | Szuperóriás-műlesiklás |               |               |               |               | nem ért célba | nem ért célba |
| Kryštof Krýzl  | Műlesiklás             | nem ért célba | nem ért célba | kiesett       | kiesett       | kiesett       | kiesett       |
| Kryštof Krýzl  | Óriás-műlesiklás       | nem ért célba | nem ért célba | kiesett       | kiesett       | kiesett       | kiesett       |
| Kryštof Krýzl  | Szuperóriás-műlesiklás |               |               |               |               | 1:34,20       | 34.           |
| Filip Trejbal  | Műlesiklás             | 54,75         | 16.           | nem ért célba | nem ért célba | kiesett       | kiesett       |
| Martin Vráblík | Műlesiklás             | 56,01         | 28.           | 51,39         | 20.           | 1:47,40       | 21.           |
| Martin Vráblík | Óriás-műlesiklás       | 1:20,41       | 25.           | nem ért célba | nem ért célba | kiesett       | kiesett       |
| Martin Vráblík | Szuperóriás-műlesiklás |               |               |               |               | 1:34,90       | 38.           |
| Petr Záhrobský | Lesiklás               |               |               |               |               | 1:52,90       | 34.           |
| Petr Záhrobský | Óriás-műlesiklás       | nem ért célba | nem ért célba | kiesett       | kiesett       | kiesett       | kiesett       |
| Petr Záhrobský | Szuperóriás-műlesiklás |               |               |               |               | 1:33,70       | 32.           |
| Borek Zakouřil | Lesiklás               |               |               |               |               | 1:54,07       | 36.           |

| Versenyző      | Versenyszám | Lesiklás      | Lesiklás      | Műlesiklás | Műlesiklás | Műlesiklás | Műlesiklás | Műlesiklás | Műlesiklás | Összesítés | Összesítés |
| Versenyző      | Versenyszám | Lesiklás      | Lesiklás      | 1. futam   | 1. futam   | 2. futam   | 2. futam   | Össz.      | Össz.      | Összesítés | Összesítés |
| Versenyző      | Versenyszám | Idő           | Hely.         | Idő        | Hely.      | Idő        | Hely.      | Idő        | Hely.      | Idő        | Helyezés   |
| -------------- | ----------- | ------------- | ------------- | ---------- | ---------- | ---------- | ---------- | ---------- | ---------- | ---------- | ---------- |
| Ondřej Bank    | Összetett   | 1:40,50       | 16.**         | 45,34      | 9.         | 45,16      | 13.*       | 1:30,50    | 9.         | 3:11,00    | 6.         |
| Kryštof Krýzl  | Összetett   | 1:41,47       | 33.           | 46,62      | 19.        | 46,09      | 18.        | 1:32,71    | 18.        | 3:14,18    | 20.        |
| Filip Trejbal  | Összetett   | nem ért célba | nem ért célba | kiesett    | kiesett    | kiesett    | kiesett    | kiesett    | kiesett    | kiesett    | kiesett    |
| Martin Vráblík | Összetett   | 1:40,50       | 16.**         | 46,73      | 21.        | 45,18      | 15.        | 1:31,91    | 15.        | 3:12,41    | 12.        |

Női
| Versenyző         | Versenyszám            | 1. futam      | 1. futam      | 2. futam      | 2. futam      | Összesítés | Összesítés |
| Versenyző         | Versenyszám            | Idő           | Hely.         | Idő           | Hely.         | Idő        | Helyezés   |
| ----------------- | ---------------------- | ------------- | ------------- | ------------- | ------------- | ---------- | ---------- |
| Lucie Hrstková    | Műlesiklás             | 46,45         | 40.           | nem ért célba | nem ért célba | kiesett    | kiesett    |
| Lucie Hrstková    | Óriás-műlesiklás       | 1:03,21       | 25.           | nem ért célba | nem ért célba | kiesett    | kiesett    |
| Lucie Hrstková    | Szuperóriás-műlesiklás |               |               |               |               | 1:35,62    | 36.        |
| Eva Kurfürstová   | Műlesiklás             | 45,03         | 28.           | 48,44         | 25.           | 1:33,47    | 28.        |
| Šárka Záhrobská   | Műlesiklás             | 43,52         | 12.           | 48,03         | 17.*          | 1:31,55    | 13.        |
| Šárka Záhrobská   | Óriás-műlesiklás       | 1:03,61       | 29.           | nem ért célba | nem ért célba | kiesett    | kiesett    |
| Šárka Záhrobská   | Szuperóriás-műlesiklás |               |               |               |               | 1:34,98    | 27.        |
| Petra Zakouřilová | Műlesiklás             | nem ért célba | nem ért célba | kiesett       | kiesett       | kiesett    | kiesett    |
| Petra Zakouřilová | Óriás-műlesiklás       | 1:03,93       | 31.           | 1:13,07       | 28.*          | 2:17,00    | 27.        |

| Versenyző         | Versenyszám | Műlesiklás | Műlesiklás | Műlesiklás | Műlesiklás | Műlesiklás | Műlesiklás | Lesiklás | Lesiklás | Összesítés | Összesítés |
| Versenyző         | Versenyszám | 1. futam   | 1. futam   | 2. futam   | 2. futam   | Össz.      | Össz.      | Lesiklás | Lesiklás | Összesítés | Összesítés |
| Versenyző         | Versenyszám | Idő        | Hely.      | Idő        | Hely.      | Idő        | Hely.      | Idő      | Hely.    | Idő        | Helyezés   |
| ----------------- | ----------- | ---------- | ---------- | ---------- | ---------- | ---------- | ---------- | -------- | -------- | ---------- | ---------- |
| Lucie Hrstková    | Összetett   | 40,96      | 26.        | 46,19      | 25.        | 1:27,15    | 26.        | 1:32,42  | 22.      | 2:59,57    | 22.        |
| Šárka Záhrobská   | Összetett   | 40,26      | 15.        | 44,50      | 11.        | 1:24,76    | 12.        | 1:32,38  | 21.      | 2:57,14    | 19.        |
| Petra Zakouřilová | Összetett   | 40,46      | 19.        | 45,72      | 22.        | 1:26,18    | 21.        | 1:34,59  | 27.      | 3:00,77    | 24.        |

* - egy másik versenyzővel azonos eredményt ért el

** - két másik versenyzővel azonos eredményt ért el

## Biatlon
Férfi
| Versenyző                                                | Versenyszám           | Lövőhiba    | Időeredmény | Helyezés |
| -------------------------------------------------------- | --------------------- | ----------- | ----------- | -------- |
| Roman Dostál                                             | 10 km sprint          | 3 (1+2)     | 28:50,6     | 42.      |
| Roman Dostál                                             | 12,5 km üldözőverseny | 4 (0+0+2+2) | 38:48,0     | 29.      |
| Roman Dostál                                             | 15 km tömegrajtos     | 4 (0+0+2+2) | 49:29,9     | 23.      |
| Roman Dostál                                             | 20 km egyéni          | 4 (1+2+0+1) | 58:53,5     | 30.      |
| Tomáš Holubec                                            | 20 km egyéni          | 2 (1+1+0+0) | 59:13,1     | 33.      |
| Ondřej Moravec                                           | 10 km sprint          | 1 (1+0)     | 28:20,3     | 32.      |
| Ondřej Moravec                                           | 12,5 km üldözőverseny | 4 (1+0+2+1) | 39:52,3     | 39.      |
| Michal Šlesingr                                          | 10 km sprint          | 3 (1+2)     | 29:22,9     | 55.      |
| Michal Šlesingr                                          | 12,5 km üldözőverseny | 1 (0+0+1+0) | 39:03,7     | 32.      |
| Michal Šlesingr                                          | 20 km egyéni          | 5 (1+0+2+2) | 1:00:03,8   | 45.      |
| Zdeněk Vítek                                             | 10 km sprint          | 1 (0+1)     | 27:24,4     | 10.      |
| Zdeněk Vítek                                             | 12,5 km üldözőverseny | 4 (1+0+1+2) | 37:30,2     | 16.      |
| Zdeněk Vítek                                             | 15 km tömegrajtos     | 2 (0+0+1+1) | 49:21,3     | 22.      |
| Zdeněk Vítek                                             | 20 km egyéni          | 3 (0+1+1+1) | 57:26,8     | 22.      |
| Ondřej Moravec Zdeněk Vítek Roman Dostál Michal Šlesingr | 4 × 7,5 km váltó      | 1+11        | 1:23:04,0   | 6.       |

Női
| Versenyző                                                           | Versenyszám         | Lövőhiba    | Időeredmény | Helyezés |
| ------------------------------------------------------------------- | ------------------- | ----------- | ----------- | -------- |
| Irena Česneková                                                     | 15 km egyéni        | 7 (3+0+2+2) | 1:00:08,0   | 67.      |
| Lenka Faltusová                                                     | 7,5 km sprint       | 0 (0+0)     | 24:16,9     | 32.      |
| Lenka Faltusová                                                     | 10 km üldözőverseny | 4 (1+1+1+1) | 43:22,5     | 36.      |
| Kateřina Holubcová                                                  | 7,5 km sprint       | 1 (0+1)     | 24:33,3     | 39.      |
| Kateřina Holubcová                                                  | 10 km üldözőverseny | 2 (0+0+1+1) | 41:37,5     | 24.      |
| Kateřina Holubcová                                                  | 15 km egyéni        | 4 (0+0+3+1) | 56:17,9     | 45.      |
| Magda Rezlerová                                                     | 7,5 km sprint       | 2 (2+0)     | 26:06,7     | 61.      |
| Magda Rezlerová                                                     | 15 km egyéni        | 6 (1+2+3+0) | 59:18,0     | 61.      |
| Zdeňka Vejnarová                                                    | 7,5 km sprint       | 2 (0+2)     | 24:46,4     | 43.      |
| Zdeňka Vejnarová                                                    | 10 km üldözőverseny | 4 (0+3+0+1) | 43:17,7     | 35.      |
| Zdeňka Vejnarová                                                    | 15 km egyéni        | 6 (4+1+1+0) | 57:14,3     | 53.      |
| Kateřina Holubcová Lenka Faltusová Magda Rezlerová Zdeňka Vejnarová | 4 × 6 km váltó      | 1+12        | 1:24:14,8   | 13.      |

## Bob
Férfi
| Versenyző                                          | Versenyszám | 1. futam | 1. futam | 2. futam | 2. futam | 3. futam | 3. futam | 4. futam | 4. futam | Összesítés | Összesítés |
| Versenyző                                          | Versenyszám | Idő      | Hely.    | Idő      | Hely.    | Idő      | Hely.    | Idő      | Hely.    | Idő        | Helyezés   |
| -------------------------------------------------- | ----------- | -------- | -------- | -------- | -------- | -------- | -------- | -------- | -------- | ---------- | ---------- |
| Ivo Danilevič Roman Gomola                         | Kettes      | 56,40    | 18.      | 56,24    | 17.      | 56,99    | 16.      | 57,12    | 16.      | 3:46,75    | 16.        |
| Miloš Veselý Jan Kobián                            | Kettes      | 56,93    | 26.      | 57,49    | 29.      | 58,28    | 28.      | kiesett  | kiesett  | 2:52,70    | 28.        |
| Ivo Danilevič Radek Řechka Roman Gomola Jan Kobián | Négyes      | 55,92    | 16.      | 55,83    | 13.*     | 55,66    | 13.      | 55,56    | 16.      | 3:42,97    | 14.        |

* - egy másik csapattal azonos eredményt ért el

## Északi összetett
| Versenyző                                                | Versenyszám        | Síugrás | Síugrás | Síugrás    | Sífutás | Sífutás | Összesítés | Összesítés |
| Versenyző                                                | Versenyszám        | Pont    | Hely.   | Időhátrány | Idő     | Hely.   | Idő        | Helyezés   |
| -------------------------------------------------------- | ------------------ | ------- | ------- | ---------- | ------- | ------- | ---------- | ---------- |
| Patrik Chlum                                             | Normálsánc + 15 km | 182,5   | 45.     | +5:20      | 44:43,9 | 48.     | 50:03,9    | 47.        |
| Pavel Churavý                                            | Normálsánc + 15 km | 210,0   | 31.     | +3:30      | 39:44,2 | 17.     | 43:14,2    | 21.        |
| Pavel Churavý                                            | Nagysánc + 7,5 km  | 96,1    | 36.     | +1:58      | 18:11,9 | 15.     | 20:09,9    | 31.        |
| Ladislav Rygl                                            | Normálsánc + 15 km | 198,0   | 34.     | +4:18      | 40:40,7 | 27.     | 44:58,7    | 36.        |
| Ladislav Rygl                                            | Nagysánc + 7,5 km  | 104,7   | 26.*    | +1:24      | 18:11,2 | 14.     | 19:35,2    | 17.        |
| Tomáš Slavík                                             | Normálsánc + 15 km | 196,5   | 35.*    | +4:24      | 40:35,4 | 26.     | 44:59,4    | 37.        |
| Tomáš Slavík                                             | Nagysánc + 7,5 km  | 104,9   | 25.     | +1:23      | 18:40,8 | 28.     | 20:03,8    | 26.        |
| Aleš Vodseďálek                                          | Nagysánc + 7,5 km  | 97,2    | 35.     | +1:54      | 20:51,0 | 48.     | 22:45,0    | 47.        |
| Aleš Vodseďálek Tomáš Slavík Ladislav Rygl Pavel Churavý | Csapat             | 805,1   | 9.      | +1:48      | 52:10,5 | 8.      | 53:58,5    | 8.         |

* - egy másik versenyzővel azonos eredményt ért el

## Gyorskorcsolya
Női
| Versenyző         | Versenyszám | Eredmény | Helyezés |
| ----------------- | ----------- | -------- | -------- |
| Martina Sáblíková | 3000 m      | 4:08,42  | 7.       |
| Martina Sáblíková | 5000 m      | 7:01,38  | 4.       |

## Jégkorong

### Férfi
| Cseh nemzeti férfi jégkorongcsapat-játékoskeret | Cseh nemzeti férfi jégkorongcsapat-játékoskeret | Cseh nemzeti férfi jégkorongcsapat-játékoskeret | Cseh nemzeti férfi jégkorongcsapat-játékoskeret | Cseh nemzeti férfi jégkorongcsapat-játékoskeret | Cseh nemzeti férfi jégkorongcsapat-játékoskeret | Cseh nemzeti férfi jégkorongcsapat-játékoskeret |
| #                                               | Név                                             | Poszt                                           | Magasság                                        | Súly                                            | Kor                                             | Klub                                            |
| ----------------------------------------------- | ----------------------------------------------- | ----------------------------------------------- | ----------------------------------------------- | ----------------------------------------------- | ----------------------------------------------- | ----------------------------------------------- |
| 29                                              | Tomas Vokoun                                    | K                                               | 183                                             | 90                                              | 1976. július 2. (29 évesen)                     | Nashville Predators                             |
| 33                                              | Milan Hnilička                                  | K                                               | 185                                             | 83                                              | 1973. június 25. (32 évesen)                    | HC Bílí Tygři Liberec                           |
| 39                                              | Dominik Hasek                                   | K                                               | 180                                             | 82                                              | 1965. január 29. (41 évesen)                    | Ottawa Senators                                 |
| 72                                              | Dusan Salficky                                  | K                                               | 185                                             | 84                                              | 1972. március 28. (33 évesen)                   | Khimik Voskresensk                              |
| 3                                               | Marek Zidlicky                                  | V                                               | 180                                             | 85                                              | 1977. február 3. (29 évesen)                    | Nashville Predators                             |
| 6                                               | Jaroslav Špaček                                 | V                                               | 180                                             | 94                                              | 1974. február 11. (32 évesen)                   | Edmonton Oilers                                 |
| 8                                               | Marek Malik                                     | V                                               | 196                                             | 98                                              | 1975. június 24. (30 évesen)                    | New York Rangers                                |
| 12                                              | Frantisek Kaberle                               | V                                               | 185                                             | 83                                              | 1973. november 8. (32 évesen)                   | Carolina Hurricanes                             |
| 13                                              | Pavel Kubina                                    | V                                               | 193                                             | 104                                             | 1977. április 15. (28 évesen)                   | Tampa Bay Lightning                             |
| 15                                              | Tomas Kaberle                                   | V                                               | 188                                             | 91                                              | 1978. március 2. (27 évesen)                    | Toronto Maple Leafs                             |
| 17                                              | Filip Kuba                                      | V                                               | 188                                             | 91                                              | 1976. december 29. (29 évesen)                  | Minnesota Wild                                  |
| 9                                               | David Výborný                                   | T                                               | 178                                             | 83                                              | 1975. január 22. (31 évesen)                    | Columbus Blue Jackets                           |
| 16                                              | Petr Cajanek                                    | T                                               | 180                                             | 80                                              | 1975. augusztus 18. (30 évesen)                 | St. Louis Blues                                 |
| 20                                              | Robert Lang                                     | T                                               | 188                                             | 93                                              | 1970. december 19. (35 évesen)                  | Detroit Red Wings                               |
| 23                                              | Milan Hejduk                                    | T                                               | 183                                             | 85                                              | 1976. február 14. (30 évesen)                   | Colorado Avalanche                              |
| 22                                              | Ales Kotalik                                    | T                                               | 185                                             | 96                                              | 1978. december 23. (27 évesen)                  | Buffalo Sabres                                  |
| 26                                              | Martin Ručínský                                 | T                                               | 185                                             | 90                                              | 1971. március 11. (34 évesen)                   | New York Rangers                                |
| 28                                              | Martin Straka                                   | T                                               | 178                                             | 81                                              | 1972. szeptember 3. (33 évesen)                 | New York Rangers                                |
| 38                                              | Jan Bulis                                       | T                                               | 185                                             | 92                                              | 1978. március 18. (27 évesen)                   | Montréal Canadiens                              |
| 40                                              | Václav Prospal                                  | T                                               | 188                                             | 92                                              | 1975. február 17. (30 évesen)                   | Tampa Bay Lightning                             |
| 62                                              | Patrik Eliáš                                    | T                                               | 185                                             | 89                                              | 1976. április 13. (29 évesen)                   | New Jersey Devils                               |
| 68                                              | Jaromír Jágr                                    | T                                               | 188                                             | 106                                             | 1972. február 15. (34 évesen)                   | New York Rangers                                |
| 83                                              | Aleš Hemský                                     | T                                               | 183                                             | 87                                              | 1983. augusztus 13. (22 évesen)                 | Edmonton Oilers                                 |
| 85                                              | Rostislav Olesz                                 | T                                               | 183                                             | 87                                              | 1985. október 10. (20 évesen)                   | Florida Panthers                                |
| 91                                              | Martin Erat                                     | T                                               | 183                                             | 90                                              | 1981. augusztus 29. (24 évesen)                 | Nashville Predators                             |
| Vezetőedző: Zbynek Kusy                         | Vezetőedző: Zbynek Kusy                         | Vezetőedző: Zbynek Kusy                         | Vezetőedző: Zbynek Kusy                         | Vezetőedző: Zbynek Kusy                         | 1966. május 20. (39 évesen)                     | 1966. május 20. (39 évesen)                     |

- Posztok rövidítései: K – Kapus, V – Védő, T – Támadó
- Kor: 2006. február 15-i kora

#### Eredmények
A csoport
| Nemzet      | M | Gy | D | V | G+ | G– | Gk  | P  |
| ----------- | - | -- | - | - | -- | -- | --- | -- |
| Finnország  | 5 | 5  | 0 | 0 | 19 | 2  | +17 | 10 |
| Svájc       | 5 | 2  | 2 | 1 | 10 | 12 | –2  | 6  |
| Kanada      | 5 | 3  | 0 | 2 | 15 | 9  | +6  | 6  |
| Csehország  | 5 | 2  | 0 | 3 | 14 | 12 | +2  | 4  |
| Németország | 5 | 0  | 2 | 3 | 7  | 16 | –9  | 2  |
| Olaszország | 5 | 0  | 2 | 3 | 9  | 23 | –14 | 2  |

- Azonos pontszám esetén elsősorban az egymás elleni eredmény döntött, majd pedig a gólarány.

| 2006. február 15. 17:05 | Németország (GER) | 1 – 4 (1–0, 0–2, 0–2) | Csehország | Palasport Olimpico Nézőszám: 6463 |

| Jegyzőkönyv | Jegyzőkönyv | Jegyzőkönyv                              | Jegyzőkönyv | Jegyzőkönyv                      |
| --- | ----------- | ---------------------------------------- | ----------- | -------------------------------- |
| |             |                                          |             | Játékvezető: Dan Marouelli (CAN) |
| \| Boos (Sulzer) (PP) - 19:10 \| 1 – 0 \| \| \| \| 1 – 1 \| 21:02 - T. Kaberle (Kubina, Vokoun) (PP) \| \| \| 1 – 2 \| 23:38 - T. Kaberle (Straka, Jágr) (PP) \| \| \| 1 – 3 \| 57:47 - Jágr \| \| \| 1 – 4 \| 59:32 - Výborný (EN) \| |             |                                          |             |                                  |
| 10 perc | Büntetések  | 12 perc                                  |             |                                  |
| 25 | Lövések     | 34                                       |             |                                  |
| Boos (Sulzer) (PP) - 19:10 | 1 – 0       |                                          |             |                                  |
| | 1 – 1       | 21:02 - T. Kaberle (Kubina, Vokoun) (PP) |             |                                  |
| | 1 – 2       | 23:38 - T. Kaberle (Straka, Jágr) (PP)   |             |                                  |
| | 1 – 3       | 57:47 - Jágr                             |             |                                  |
| | 1 – 4       | 59:32 - Výborný (EN)                     |             |                                  |

| 2006. február 16. 13:05 | Csehország (CZE) | 2 – 3 (0–1, 1–1, 1–1) | Svájc | Torino Esposizioni Nézőszám: 3400 |

| Jegyzőkönyv | Jegyzőkönyv | Jegyzőkönyv                   | Jegyzőkönyv | Jegyzőkönyv                     |
| --- | ----------- | ----------------------------- | ----------- | ------------------------------- |
| |             |                               |             | Játékvezető: Dennis Larue (USA) |
| \| \| 0 – 1 \| 5:11 - Ziegler (Rüthemann) \| \| Jágr (Straka, Prospal) - 22:55 \| 1 – 1 \| \| \| \| 1 – 2 \| 29:44 - Paterlini (SH) \| \| Židlický (Hemský, Ručínský) - 41:00 \| 2 – 2 \| \| \| \| 2 – 3 \| 46:42 - Streit (Seger, Plüss) \| |             |                               |             |                                 |
| 14 perc | Büntetések  | 20 perc                       |             |                                 |
| 42 | Lövések     | 19                            |             |                                 |
| | 0 – 1       | 5:11 - Ziegler (Rüthemann)    |             |                                 |
| Jágr (Straka, Prospal) - 22:55 | 1 – 1       |                               |             |                                 |
| | 1 – 2       | 29:44 - Paterlini (SH)        |             |                                 |
| Židlický (Hemský, Ručínský) - 41:00 | 2 – 2       |                               |             |                                 |
| | 2 – 3       | 46:42 - Streit (Seger, Plüss) |             |                                 |

| 2006. február 18. 21:05 | Csehország (CZE) | 2 – 4 (1–1, 1–1, 0–2) | Finnország | Palasport Olimpico Nézőszám: 8705 |

| Jegyzőkönyv | Jegyzőkönyv | Jegyzőkönyv                             | Jegyzőkönyv | Jegyzőkönyv                         |
| --- | ----------- | --------------------------------------- | ----------- | ----------------------------------- |
| |             |                                         |             | Játékvezető: Thomas Andersson (SWE) |
| \| Židlický (Lang, Hejduk) (PP) - 8:25 \| 1 – 0 \| \| \| \| 1 – 1 \| 14:14 - O. Jokinen (S. Koivu, Peltonen) \| \| \| 1 – 2 \| 35:02 - Lehtinen (Timonen) (PP) \| \| Židlický (Lang, Špaček) (PP2) - 38:17 \| 2 – 2 \| \| \| \| 2 – 3 \| 40:30 - Selänne (Lehtinen, S. Koivu) \| \| \| 2 – 4 \| 48:33 - Lehtinen (S. Koivu, Selänne) \| |             |                                         |             |                                     |
| 12 perc | Büntetések  | 39 perc                                 |             |                                     |
| 28 | Lövések     | 37                                      |             |                                     |
| Židlický (Lang, Hejduk) (PP) - 8:25 | 1 – 0       |                                         |             |                                     |
| | 1 – 1       | 14:14 - O. Jokinen (S. Koivu, Peltonen) |             |                                     |
| | 1 – 2       | 35:02 - Lehtinen (Timonen) (PP)         |             |                                     |
| Židlický (Lang, Špaček) (PP2) - 38:17 | 2 – 2       |                                         |             |                                     |
| | 2 – 3       | 40:30 - Selänne (Lehtinen, S. Koivu)    |             |                                     |
| | 2 – 4       | 48:33 - Lehtinen (S. Koivu, Selänne)    |             |                                     |

| 2006. február 19. 20:05 | Csehország (CZE) | 4 – 1 (2–0, 1–0, 1–1) | Olaszország | Palasport Olimpico Nézőszám: 8776 |

| Jegyzőkönyv | Jegyzőkönyv | Jegyzőkönyv                    | Jegyzőkönyv | Jegyzőkönyv                            |
| --- | ----------- | ------------------------------ | ----------- | -------------------------------------- |
| |             |                                |             | Játékvezető: Vjacseszlav Bulanov (RUS) |
| \| Hejduk (Výborný, T. Kaberle) - 12:57 \| 1 – 0 \| \| \| Prospal (Jágr, Straka) - 14:20 \| 2 – 0 \| \| \| Prospal (Straka) (SH) - 28:36 \| 3 – 0 \| \| \| \| 3 – 1 \| 57:53 - Parco (de Bettin, Iob) \| \| Prospal (Straka, Vokoun) (EN) - 58:40 \| 4 – 1 \| \| |             |                                |             |                                        |
| 20 perc | Büntetések  | 58 perc                        |             |                                        |
| 43 | Lövések     | 16                             |             |                                        |
| Hejduk (Výborný, T. Kaberle) - 12:57 | 1 – 0       |                                |             |                                        |
| Prospal (Jágr, Straka) - 14:20 | 2 – 0       |                                |             |                                        |
| Prospal (Straka) (SH) - 28:36 | 3 – 0       |                                |             |                                        |
| | 3 – 1       | 57:53 - Parco (de Bettin, Iob) |             |                                        |
| Prospal (Straka, Vokoun) (EN) - 58:40 | 4 – 1       |                                |             |                                        |

| 2006. február 21. 12:35 | Kanada (CAN) | 3 – 2 (3–0, 0–1, 0–1) | Csehország | Palasport Olimpico Nézőszám: 9126 |

| Jegyzőkönyv | Jegyzőkönyv | Jegyzőkönyv                          | Jegyzőkönyv | Jegyzőkönyv                      |
| --- | ----------- | ------------------------------------ | ----------- | -------------------------------- |
| |             |                                      |             | Játékvezető: Dan Marouelli (CAN) |
| \| Richards (Iginla, Pronger) - 7:37 \| 1 – 0 \| \| \| St. Louis (Lecavalier, Blake) (PP) - 11:19 \| 2 – 0 \| \| \| Pronger (Thornton) - 19:24 \| 3 – 0 \| \| \| \| 3 – 1 \| 33:46 - Kubina (Jágr, Ručínský) (PP) \| \| \| 3 – 2 \| 42:41 - Čajánek (T. Kaberle, Hemský) \| |             |                                      |             |                                  |
| 8 perc | Büntetések  | 4 perc                               |             |                                  |
| 16 | Lövések     | 33                                   |             |                                  |
| Richards (Iginla, Pronger) - 7:37 | 1 – 0       |                                      |             |                                  |
| St. Louis (Lecavalier, Blake) (PP) - 11:19 | 2 – 0       |                                      |             |                                  |
| Pronger (Thornton) - 19:24 | 3 – 0       |                                      |             |                                  |
| | 3 – 1       | 33:46 - Kubina (Jágr, Ručínský) (PP) |             |                                  |
| | 3 – 2       | 42:41 - Čajánek (T. Kaberle, Hemský) |             |                                  |

Negyeddöntő
| 2006. február 22. 21:35 | Szlovákia (SVK) | 1 – 3 (0–1, 0–1, 1–1) | Csehország | Palasport Olimpico Nézőszám: 6893 |

| Jegyzőkönyv | Jegyzőkönyv | Jegyzőkönyv                           | Jegyzőkönyv | Jegyzőkönyv                            |
| --- | ----------- | ------------------------------------- | ----------- | -------------------------------------- |
| |             |                                       |             | Játékvezető: Don Van Massenhoven (CAN) |
| \| \| 0 - 1 \| 12:51 - Ručínský (SH) \| \| \| 0 - 2 \| 28:41 - Hejduk (F. Kaberle, Ručínský) \| \| Gáborík (Mari. Hossa) - 43:38 \| 1 - 2 \| \| \| \| 1 - 3 \| 59:57 - Straka (EN) \| |             |                                       |             |                                        |
| 8 perc | Büntetések  | 14 perc                               |             |                                        |
| 21 | Lövések     | 28                                    |             |                                        |
| | 0 - 1       | 12:51 - Ručínský (SH)                 |             |                                        |
| | 0 - 2       | 28:41 - Hejduk (F. Kaberle, Ručínský) |             |                                        |
| Gáborík (Mari. Hossa) - 43:38 | 1 - 2       |                                       |             |                                        |
| | 1 - 3       | 59:57 - Straka (EN)                   |             |                                        |

Elődöntő
| 2006. február 24. 16:35 | Svédország (SWE) | 7 – 3 (2–1, 4–2, 1–0) | Csehország | Palasport Olimpico Nézőszám: 8071 |

| Jegyzőkönyv | Jegyzőkönyv | Jegyzőkönyv                          | Jegyzőkönyv | Jegyzőkönyv                      |
| --- | ----------- | ------------------------------------ | ----------- | -------------------------------- |
| |             |                                      |             | Játékvezető: Dan Marouelli (CAN) |
| \| Modin (Sundin, Forsberg) - 0:34 \| 1 - 0 \| \| \| \| 1 - 1 \| 3:11 - Kuba (Straka, Prospal) \| \| Axelsson (Lidström, Kronvall) - 13:37 \| 2 - 1 \| \| \| H. Sedin (D. Sedin) - 21:16 \| 3 - 1 \| \| \| Bäckman (Alfredsson) - 23:54 \| 4 - 1 \| \| \| J. Jönsson (K. Jönsson, Samuelsson) - 27:54 \| 5 - 1 \| \| \| \| 5 - 2 \| 30:40 - Hemský (Jágr, Židlický) (PP) \| \| \| 5 - 3 \| 31:25 - Prospal (Výborný) \| \| Alfredsson (Axelsson) - 39:00 \| 6 - 3 \| \| \| Holmström (Zetterberg) - 56:05 \| 7 - 3 \| \| |             |                                      |             |                                  |
| 8 perc | Büntetések  | 6 perc                               |             |                                  |
| 32 | Lövések     | 24                                   |             |                                  |
| Modin (Sundin, Forsberg) - 0:34 | 1 - 0       |                                      |             |                                  |
| | 1 - 1       | 3:11 - Kuba (Straka, Prospal)        |             |                                  |
| Axelsson (Lidström, Kronvall) - 13:37 | 2 - 1       |                                      |             |                                  |
| H. Sedin (D. Sedin) - 21:16 | 3 - 1       |                                      |             |                                  |
| Bäckman (Alfredsson) - 23:54 | 4 - 1       |                                      |             |                                  |
| J. Jönsson (K. Jönsson, Samuelsson) - 27:54 | 5 - 1       |                                      |             |                                  |
| | 5 - 2       | 30:40 - Hemský (Jágr, Židlický) (PP) |             |                                  |
| | 5 - 3       | 31:25 - Prospal (Výborný)            |             |                                  |
| Alfredsson (Axelsson) - 39:00 | 6 - 3       |                                      |             |                                  |
| Holmström (Zetterberg) - 56:05 | 7 - 3       |                                      |             |                                  |

Bronzmérkőzés
| 2006. február 25. 20:35 | Oroszország (RUS) | 0 – 3 (0–1, 0–1, 0–1) | Csehország | Palasport Olimpico Nézőszám: 8379 |

| Jegyzőkönyv | Jegyzőkönyv | Jegyzőkönyv                        | Jegyzőkönyv | Jegyzőkönyv                         |
| --- | ----------- | ---------------------------------- | ----------- | ----------------------------------- |
| |             |                                    |             | Játékvezető: Thomas Andersson (SWE) |
| \| \| 0 - 1 \| 4:48 - Erat (Výborný, Lang) \| \| \| 0 - 2 \| 26:36 - Židlický (Jágr, Lang) (PP) \| \| \| 0 - 3 \| 59:52 - Straka (Erat) \| |             |                                    |             |                                     |
| 41 perc | Büntetések  | 14 perc                            |             |                                     |
| 28 | Lövések     | 15                                 |             |                                     |
| | 0 - 1       | 4:48 - Erat (Výborný, Lang)        |             |                                     |
| | 0 - 2       | 26:36 - Židlický (Jágr, Lang) (PP) |             |                                     |
| | 0 - 3       | 59:52 - Straka (Erat)              |             |                                     |

| Csapat     | Helyezés |
| ---------- | -------- |
| Csehország |          |

## Műkorcsolya
| Versenyző    | Versenyszám  | Rövid program | Rövid program | Kűr    | Kűr   | Összesítés | Összesítés |
| Versenyző    | Versenyszám  | Pont          | Hely.         | Pont   | Hely. | Pont       | Helyezés   |
| ------------ | ------------ | ------------- | ------------- | ------ | ----- | ---------- | ---------- |
| Tomáš Verner | Férfi egyéni | 59,71         | 22.           | 120,36 | 15.   | 180,07     | 18.        |

## Rövidpályás gyorskorcsolya
Női
| Versenyző        | Versenyszám | Előfutam | Előfutam | Negyeddöntő | Negyeddöntő | Elődöntő | Elődöntő | B döntő | B döntő | Döntő   | Döntő   | Helyezés |
| Versenyző        | Versenyszám | Idő      | Hely.    | Idő         | Hely.       | Idő      | Hely.    | Idő     | Hely.   | Idő     | Hely.   | Helyezés |
| ---------------- | ----------- | -------- | -------- | ----------- | ----------- | -------- | -------- | ------- | ------- | ------- | ------- | -------- |
| Kateřina Novotná | 500 m       | 46,279   | 2.       | 45,596      | 1.          | 45,718   | 4.       | 55,378  | 3.      |         |         | 6.       |
| Kateřina Novotná | 1000 m      | 1:32,220 | 3.       | kiesett     | kiesett     | kiesett  | kiesett  | kiesett | kiesett | kiesett | kiesett | 13.      |
| Kateřina Novotná | 1500 m      | 2:31,367 | 3.       |             |             | 2:27,395 | 5.       | kiesett | kiesett | kiesett | kiesett | 13.      |

## Síakrobatika
Ugrás
| Versenyző    | Versenyszám | Selejtező | Selejtező | Döntő   | Döntő    |
| Versenyző    | Versenyszám | Pont      | Helyezés  | Pont    | Helyezés |
| ------------ | ----------- | --------- | --------- | ------- | -------- |
| Aleš Valenta | Férfi       | 193,58    | 21.       | kiesett | kiesett  |

Mogul
| Versenyző     | Versenyszám | Selejtező | Selejtező | Döntő   | Döntő    |
| Versenyző     | Versenyszám | Pont      | Helyezés  | Pont    | Helyezés |
| ------------- | ----------- | --------- | --------- | ------- | -------- |
| Nikola Sudová | Női         | 23,31     | 11.       | 23,58   | 6.       |
| Šárka Sudová  | Női         | 18,64     | 26.       | kiesett | kiesett  |

## Sífutás
Férfi
| Versenyző                                          | Versenyszám     | Selejtező | Selejtező | Negyeddöntő | Negyeddöntő | Elődöntő | Elődöntő | B döntő | B döntő | Döntő     | Döntő    |
| Versenyző                                          | Versenyszám     | Idő       | Hely.     | Idő         | Hely.       | Idő      | Hely.    | Idő     | Hely.   | Idő       | Helyezés |
| -------------------------------------------------- | --------------- | --------- | --------- | ----------- | ----------- | -------- | -------- | ------- | ------- | --------- | -------- |
| Lukáš Bauer                                        | 15 km           |           |           |             |             |          |          |         |         | 38:15,8   |          |
| Lukáš Bauer                                        | 30 km           |           |           |             |             |          |          |         |         | 1:17:10,1 | 10.      |
| Lukáš Bauer                                        | 50 km           |           |           |             |             |          |          |         |         | 2:06:29,0 | 16.      |
| Martin Koukal                                      | Sprint          | 2:19,39   | 20.       | 2:23,5      | 3.          | kiesett  | kiesett  | kiesett | kiesett | kiesett   | 15.      |
| Martin Koukal                                      | 30 km           |           |           |             |             |          |          |         |         | 1:18:09,6 | 21.      |
| Martin Koukal                                      | 50 km           |           |           |             |             |          |          |         |         | 2:06:14,9 | 7.       |
| Jiří Magál                                         | 30 km           |           |           |             |             |          |          |         |         | 1:17:21,7 | 14.      |
| Jiří Magál                                         | 50 km           |           |           |             |             |          |          |         |         | 2:06:15,1 | 8.       |
| Petr Michl                                         | 15 km           |           |           |             |             |          |          |         |         | 42:54,0   | 58.      |
| Milan Šperl                                        | 30 km           |           |           |             |             |          |          |         |         | 1:20:16,7 | 35.      |
| Milan Šperl                                        | 50 km           |           |           |             |             |          |          |         |         | 2:07:01,9 | 27.      |
| Dušan Kožíšek                                      | Sprint          | 2:19,64   | 21.       | 2:24,5      | 5.          | kiesett  | kiesett  | kiesett | kiesett | kiesett   | 22.      |
| Martin Koukal Dušan Kožíšek                        | Csapatsprint    | 17:34,9   | 2.        |             |             |          |          |         |         | 17:49,6   | 10.      |
| Martin Koukal Lukáš Bauer Jiří Magál Dušan Kožíšek | 4 × 10 km váltó |           |           |             |             |          |          |         |         | 1:46:03,3 | 9.       |

Női
| Versenyző                                                           | Versenyszám    | Selejtező | Selejtező | Negyeddöntő | Negyeddöntő | Elődöntő | Elődöntő | B döntő | B döntő | Döntő     | Döntő    |
| Versenyző                                                           | Versenyszám    | Idő       | Hely.     | Idő         | Hely.       | Idő      | Hely.    | Idő     | Hely.   | Idő       | Helyezés |
| ------------------------------------------------------------------- | -------------- | --------- | --------- | ----------- | ----------- | -------- | -------- | ------- | ------- | --------- | -------- |
| Helena Erbenová                                                     | 15 km          |           |           |             |             |          |          |         |         | 45:57,0   | 29.      |
| Helena Erbenová                                                     | 30 km          |           |           |             |             |          |          |         |         | 1:30:20,6 | 39.      |
| Ivana Janečková                                                     | 15 km          |           |           |             |             |          |          |         |         | 45:33,5   | 23.      |
| Ivana Janečková                                                     | 30 km          |           |           |             |             |          |          |         |         | 1:27:55,7 | 27.      |
| Kateřina Neumannová                                                 | 10 km          |           |           |             |             |          |          |         |         | 28:22,2   | 5.       |
| Kateřina Neumannová                                                 | 15 km          |           |           |             |             |          |          |         |         | 42:50,6   |          |
| Kateřina Neumannová                                                 | 30 km          |           |           |             |             |          |          |         |         | 1:22:25,4 |          |
| Eva Nývltová                                                        | Sprint         | 2:22,86   | 50.       | kiesett     | kiesett     | kiesett  | kiesett  | kiesett | kiesett | kiesett   | 50.      |
| Eva Nývltová                                                        | 10 km          |           |           |             |             |          |          |         |         | 31:25,8   | 45.      |
| Kamila Rajdlová                                                     | 10 km          |           |           |             |             |          |          |         |         | 30:25,2   | 32.      |
| Kamila Rajdlová                                                     | 30 km          |           |           |             |             |          |          |         |         | 1:28:38,6 | 31.      |
| Helena Erbenová Kamila Rajdlová                                     | Csapatsprint   | 18:11,6   | 6.        |             |             |          |          |         |         | kiesett   | 12.      |
| Helena Erbenová Kamila Rajdlová Ivana Janečková Kateřina Neumannová | 4 × 5 km váltó |           |           |             |             |          |          |         |         | 55:46,3   | 6.       |

## Síugrás
| Versenyző                                          | Versenyszám | Selejtező | Selejtező | 1. ugrás | 1. ugrás | 2. ugrás | 2. ugrás | Összesítés | Összesítés |
| Versenyző                                          | Versenyszám | Pont      | Hely.     | Pont     | Hely.    | Pont     | Hely.    | Pont       | Helyezés   |
| -------------------------------------------------- | ----------- | --------- | --------- | -------- | -------- | -------- | -------- | ---------- | ---------- |
| Jakub Janda                                        | Normálsánc  |           |           | 123,5    | 18.      | 125,5    | 11.      | 249,0      | 13.*       |
| Jakub Janda                                        | Nagysánc    |           |           | 108,6    | 13.**    | 121,9    | 6.       | 230,5      | 10.        |
| Jan Matura                                         | Normálsánc  | 115,5     | 20.       | 120,0    | 21.      | 111,0    | 27.      | 231,0      | 21.*       |
| Jan Matura                                         | Nagysánc    | 79,5      | 30.       | 96,7     | 29.      | 107,7    | 19.      | 204,4      | 22.        |
| Jan Mazoch                                         | Normálsánc  | 106,0     | 33.*      | 108,5    | 36.*     | kiesett  | kiesett  | kiesett    | kiesett    |
| Borek Sedlák                                       | Normálsánc  | 120,0     | 12.       | 107,0    | 38.*     | kiesett  | kiesett  | kiesett    | kiesett    |
| Borek Sedlák                                       | Nagysánc    | 86,8      | 20.       | 83,0     | 40.      | kiesett  | kiesett  | kiesett    | kiesett    |
| Ondřej Vaculík                                     | Nagysánc    | 76,0      | 31.       | 70,1     | 45.      | kiesett  | kiesett  | kiesett    | kiesett    |
| Jan Matura Ondřej Vaculík Borek Sedlák Jakub Janda | Csapat      |           |           | 397,0    | 9.       | kiesett  | kiesett  | kiesett    | kiesett    |

* - egy másik versenyzővel azonos eredményt ért el

** - két másik versenyzővel azonos eredményt ért el

## Snowboard
Halfpipe
| Versenyző     | Versenyszám | 1. selejtező | 1. selejtező | 2. selejtező | 2. selejtező | Döntő      | Döntő      | Döntő   | Helyezés |
| Versenyző     | Versenyszám | Pont         | Hely.        | Pont         | Hely.        | 1. forduló | 2. forduló | Hely.   | Helyezés |
| ------------- | ----------- | ------------ | ------------ | ------------ | ------------ | ---------- | ---------- | ------- | -------- |
| Martin Černík | Férfi       | 18,3         | 31.          | 20,1         | 27.          | kiesett    | kiesett    | kiesett | 33.      |

Parallel giant slalom
| Versenyző       | Versenyszám | Selejtező | Selejtező | Nyolcaddöntő      | Negyeddöntő       | Elődöntő          | Döntő             | Helyezés |
| Versenyző       | Versenyszám | Idő       | Hely.     | Ellenfél Eredmény | Ellenfél Eredmény | Ellenfél Eredmény | Ellenfél Eredmény | Helyezés |
| --------------- | ----------- | --------- | --------- | ----------------- | ----------------- | ----------------- | ----------------- | -------- |
| Petra Elsterová | Női         | 1:24,81   | 23.       | kiesett           | kiesett           | kiesett           | kiesett           | 23.      |

Snowboard cross
| Versenyző      | Versenyszám | Selejtező | Selejtező | Nyolcaddöntő | Negyeddöntő | Elődöntő | Döntő      | Helyezés |
| Versenyző      | Versenyszám | Idő       | Hely.     | Helyezés     | Helyezés    | Helyezés | Helyezés   | Helyezés |
| -------------- | ----------- | --------- | --------- | ------------ | ----------- | -------- | ---------- | -------- |
| Michal Novotný | Férfi       | 1:22,92   | 28.       | 2.           | 4.          |          | D-döntő 1. | 13.      |

## Szánkó
| Versenyző               | Versenyszám | 1. futam      | 1. futam      | 2. futam | 2. futam | 3. futam | 3. futam | 4. futam | 4. futam | Összesítés | Összesítés |
| Versenyző               | Versenyszám | Idő           | Hely.         | Idő      | Hely.    | Idő      | Hely.    | Idő      | Hely.    | Idő        | Helyezés   |
| ----------------------- | ----------- | ------------- | ------------- | -------- | -------- | -------- | -------- | -------- | -------- | ---------- | ---------- |
| Jakub Hyman             | Férfi egyes | 53,262        | 27.           | 53,667   | 31.      | 52,964   | 28.      | 52,930   | 29.      | 3:32,823   | 27.        |
| Markéta Jeriová         | Női egyes   | nem ért célba | nem ért célba | kiesett  | kiesett  | kiesett  | kiesett  | kiesett  | kiesett  | kiesett    | kiesett    |
| Lukáš Brož Antonín Brož | Kettes      | 49,415        | 16.           | 48,697   | 17.      |          |          |          |          | 1:38,112   | 16.        |